# Santa Maria de Besan
Santa Maria de Besan, antigament la Mare de Déu de la Candelera, és l'església parroquial romànica de Besan, en el terme municipal d'Alins, a la comarca del Pallars Sobirà.

## Història
Es troba en el poble abandonat, des del 1967, de Besan, accessible a peu per un corriol que surt de la Borda de Felip, al peu de la carretera L-510 en el seu punt quilomètric 4,5, a mig camí d'Ainet de Besan i Araós.
No està gaire documentada al llarg dels temps, però al segle xiv apareix en una relació de parròquies del deganat de Cardós. Al cap de dos-cents anys ja no devia ser parroquial, ja que no és esmentada en una reunió de rectors de l'oficialat de Tírvia, al qual pertanyia. Al XVIII era ja sufragània de Sant Julià d'Ainet de Besan.
És una església romànica, d'una sola nau amb absis semicircular a llevant, molt transformada. La nau principal fou allargada cap a ponent, amb un triple tram de nau cobert amb volta d'aresta, mentre que la nau primigènia ho era amb volta de canó. L'absis, del romànic original, actualment clos per una paret, té dues obertures de doble vessant. A la façana sud n'hi ha dues més, clarament posteriors. La porta actual és a ponent, i a l'angle sud-oest hi ha un campanar de torre de dos pisos, amb pas inferior. És datable entre els segles xi i xii.

## Descripció
Es tracta d'una església de grans dimensions, tenint en compte la poca importància de la població de Besan, constituïda per una sola nau, dividida en tres trams per arcs torals, coberts amb volta d'aresta. A l'est, hi ha un absis semicircular totalment llis, avui encegat i convertit en sagristia, il·luminat amb una petita finestra i cobert amb volta de canó. Aquest absis i el petit tram que el continua, són de finals del segle x inicis del segle xi; compta també amb un paviment de còdols. A l'oest, sota el pinyó de la coberta de pissarra a dues aigües, s'obren la porta protegida per un petit llosat a dues aigües, damunt del qual hi ha un òcul modern, una mica desplaçat respecte a un altre d'encegat. En l'aparell d'aquesta façana, s'observa un canvi en la part superior, degut a un aixecament dels murs per a donar major inclinació a la coberta. Al costat meridional es troba la torre campanar, d'un sol pis d'alçada, a la base del qual un arc dona pas rematada amb una coberta.
El mosaic serveix de paviment de l'església. Està fet de còdols, formant figures geomètriques, cercles, estrelles, etc. Cobreix la major part de l'església, menys la sagristia, formada per l'absis i un tros de nau romànica, que conserven l'enllosat original.
La reixa de l'església servia per separar el presbiteri del públic. Al mig té una porta per comunicar les dues parts de l'edifici. Els barrots estan acabats amb un flor de lis. És l'única reixa que es conserva per aquesta zona, caracteritzada per ser productora de ferro.